# Hvězdička (znak)
Znak * (hvězdička, anglicky asterisk) se používá v písmu k různým účelům:
- v textu
  - jako odkaz na poznámku pod čarou – v poloze horního pravého indexu
  - jako symbol narození, obvykle před datem, symbolika pochází od betlémské hvězdy – dle pravidel musí za hvězdičkou následovat mezera
- jako matematický symbol
  - operátor konvoluce
- symbol v informatice
  - v programovacích jazycích:
    - operátor násobení ve většině programovacích jazyků
    - operátor dereference ukazatele v jazyce C a mnoha odvozených jazycích
    - dvě hvězdičky operátor umocňování v některých programovacích jazycích

  - zástupný znak
    - při fulltextovém vyhledávání zástupný znak za libovolné množství libovolných znaků
    - v regulárních výrazech symbol pro libovolný počet výskytů předchozího podvýrazu
- v lingvistice a slovnících k označení zkonstruovaného nebo nesprávného tvaru
- v šachové notaci neznámý nebo neurčený výsledek partie
- * (haploskupina), příznak neznámé podskupiny dané haploskupiny
- v kvantové fyzice: označení komplexně sdružené veličiny (někdy i v matematice pro komplexně sdružené číslo nebo matici) – v poloze horního pravého indexu
- ve fyzice a chemii: označení excitovaného stavu atomu – v poloze horního pravého indexu za symbolem prvku
- v jaderné fyzice: označení excitovaného stavu jádra – ve značce nuklidu za nukleonovým číslem v levém horním indexu
- někdy též jako odrážka
- zdůraznění kvality či jiné vynikající vlastnosti výrobku, uměleckého díla či poskytovaných služeb (kategorie hotelů či restaurací, dodatkový znak ke školní známce, označování jakosti lihovin, hodnocení kvality uměleckých děl atd.)